# Берёзка (Вышневолоцкий район)
Берёзка — деревня в Вышневолоцком городском округе Тверской области. До 2019 года деревня входила в состав Коломенского сельского поселения.

## История
Деревня расположена на склоне холма на берегу небольшого озера Клин (Березинское), соединяемого протокой с озером Имоложье. Человеческие поселения на этом месте существовали со времён неолита.
Первое летописное упоминание о Берёзках относится к 1478 году. Но, по некоторым данным, ещё в XII—XV веках Берёзки были центром Имоволжского погоста Новгородской республики.
В начале XIX в. село Берёзки согласно "Ведомости дворянских имений", принадлежало помещице Матрене Вындомской подпоручице Дарье Измайловой, прапорщице Марье Костеровой и майору князю Афанасию Мещерскому и насчитывало 54 "души мужского полу по ревизии". Но позднее Берёзки перешли в собственность к Манзеям, чьё родовое гнездо находилось рядом - в Боровно. В это время были построены две церкви: каменная в центре села и деревянная при кладбище на окраине села.
Каменная – во имя Владимирской Божьей Матери с приделами в честь Святителя и Чудотворца Николая и Великомученика Дмитрия Мироточивого - построена была в 1761 г. местным помещиком подполковником Иваном Ивановичем Кутузовым, умершим 20 января 1765 года в возрасте 67 лет, о чём говорила надпись на медной доске, висевшей на правой стене главного придела. Ниже было написано более мелким шрифтом: "Здесь же положено тело и супруги его Анны Семеновны, которая жила 82 года преставися декабря на 20 число 1765 года". Церковь имела один купол, была покрашена белой краской и крыта железом.
Близ каменной церкви были погребены члены родов господ Вындомских, Манзей, Волковых, Языковых. Среди них: Логин Михайлович Манзей, статский советник, директор Вышневолоцкой конторы водяной коммуникации, умерший 17 декабря 1803 г. в возрасте 63 лет; его сын – Николай Логинович Манзей (1784-1862) - генерал, гусар, близкий знакомый А.С. Пушкина, участник Отечественной войны 1812 года, отличившийся в сражениях под Вязьмой, у реки Березины, при взятии Парижа. 4 января 1905г. в Москве умер Генерал от Кавалерии Константин Николаевич Манзей и был погребён в фамильном склепе "с южной стороны храма у самой стены". К.Н. Манзей участвовал в русско-турецкой войне 1877-1878 гг. За боевое отличие был награждён орденом Белого Орла и золотым оружием. Позже командовал гвардейским корпусом. В юности служил адъютантом при наследнике престола великом князе Александре Николаевиче, будущем императоре Александре II, был знаком с М.Ю. Лермонтовым, входил в "Кружок шестнадцати". Военный историк, он написал "Историю лейб-гвардии гусарского Его Величества полка" (1859 г.).
Деревянная церковь в честь Успения Божьей Матери "об одном куполе" построена на средства вышневолоцкого купца Михаила Алексеевича Заворовского в 1870 г. В плане имела форму креста, была покрашена жёлтой краской и крыта также железом.
Обе церкви, и находившиеся при них кладбища, были уничтожены в 30-е годы XX века.
Согласно "Сборнику статистических сведений о Тверской губернии" начальная школа в с. Берёзки была открыта в 1881 г. и содержалась на средства Николая Николаевича Манзей. Располагалась она в собственном доме, имела одну комнату, на каждого ученика приходилось 2,1 кв. аршина пола и 6,82 куб. аршина воздуха. Преподавала учительница, окончившая гимназию, дворянка, получавшая в год 300 рублей, жила на отдельной квартире. В школе было 5 учебников и 10 книг для чтения. В 1886/87-м учебном году школу посещали 27 мальчиков и 8 девочек. Девочки обучались рукоделию. Для учеников из дальних деревень был приют.
6 декабря 1894 г. в с. Берёзки была открыта школа ведения Министерства финансов – в память младенца Николая (сына М.С. Волкова). Дом для этой школы арендовал у церкви М.С. Волков, он же и содержал школу на свои средства. При школе имелся "прекрасный хор певчих, управляемый учителем". "Березкинская школа снабжена всеми учебными пособиями в избытке. Жалование как учащие, так равно и большие певчие получают от г. Волкова. Учащие имеют готовые квартиры, освещение и отопление. Помещение школы прекрасное".
При школе имелись ремесленные классы, куда принимались мальчики после окончания курса в школе, они обучались столярному и сапожному ремёслам. Жили мальчики-ремесленники в общежитии при школе, "содержание, одежда и обувь ремесленникам от того же г. Волкова".
В конце XIX — начале XX века Берёзки были дачным местом, где жили и работали скульптор В. А. Беклемишев с женой, художники М. В. Нестеров, А. М. Васнецов, И. И. Бродский, Н. К. Рерих и другие. В церкви дважды служил литургию Иоанн Кронштадтский (1899, 1906).

В 2007 г. на месте уничтоженной церкви Владимирской Божьей Матери была построена часовня. В настоящее время (2014 г.) ведётся строительство церкви.
- Усадьба Манзей в с. Берёзки (не сохр., фото нач. XX в.)
- Вид на Владимирскую церковь с юго-запада. С этюда Е.И. Столицы, 1895 г.
- Усадебный дом Вындомских, переданный под школу (не сохр., фото нач. XX в.)

## Население
| 1859 | 2002 | 2010 |
| ---- | ---- | ---- |
| 79   | ↘8   | ↗11  |

## Известные люди
В Берёзках прошло детство известного геолога и палеонтолога, академика Б. С. Соколова. Его отец, Сергей Борисович Соколов, заведовал здесь медпунктом. В последние годы жизни Б. С. Соколов часто проводил лето в своём доме в Берёзках. В книге его воспоминаний «Записки с берегов Имоложья» значительная часть посвящена Берёзкам. Согласно завещанию Б. С. Соколова, частица его праха захоронена на сельском кладбище в Берёзках рядом с могилами его родителей, братьев и сестёр.
В Берёзках родился (и был другом детства Соколова) известный мистификатор, создатель мифа об «учительской династии» Антонин Аркадьевич Раменский (1913—1985).